# Тяжельников, Иван Иванович
Иван Иванович Тяжельников (1802—1869) — генерал-лейтенант, участник Крымской войны.

## Биография
Родился в 1802 году. Образование получил в частном учебном заведении и в 1815 году вступил на военную службу подпрапорщиком в Выборгский пехотный полк, 22 марта 1818 года произведён в прапорщики.
В 1831 году Тяжельников находился в польском походе, сражался с инсургентами у Праги, под Куфлевым, Минском, Ендржиевом и Остроленкой. За отличие был награждён польским знаком отличия за военное достоинство («Virtuti Militari») 3-й степени и орденами св. Анны 3-й степени с бантом и св. Анны 2-й степени (императорская корона к этому ордену пожалована в 1849 году).
В 1836 году получил чин подполковника и в 1847 году — полковника. В 1849 году принимал участие в Венгерском походе и сражался под Вайценом, Дебреценом и Гросс-Вардейне, за отличие награждён орденом св. Владимира 3-й степени с мечами.
С началом Восточной войны Тяжельников был назначен командиром Могилевского пехотного полка и во главе его отличился при штурме турецких укреплений у мыса Четати, 11 марта 1854 года за отличие был произведён в генерал-майоры. Затем он находился в составе Севастопольского гарнизона.
В 1855 году назначен командиром 2-й бригады 23-й пехотной дивизии и на этой должности находился до 1860 года, когда был определён состоять по армейской пехоте. С 1863 года был помощником начальника 37-й, затем 40-й пехотных дивизий. 22 марта 1868 года произведён в генерал-лейтенанты и зачислен в запас по армейской пехоте. Скончался 23 февраля 1869 года.
Среди прочих наград Тяжельников имел ордена св. Георгия 4-й степени, пожалованный ему 5 декабря 1841 года за беспорочную выслугу 25 лет в офицерских чинах (№ 6484 по кавалерскому списку Григоровича — Степанова), св. Станислава 2-й степени (1840 год, императорская корона к этому ордену пожалована в 1843 году), св. Станислава 1-й степени (1857 год) и св. Анны 1-й степени с мечами (1864 год, императорская корона к этому ордену пожалована в 1864 году).
Его сын, Аркадий в 1854 году в чине подпоручика за отличие при переправе через Дунай был награждён орденом св. Георгия 4-й степени; другой сын, Иван, был генерал-лейтенантом и начальником 4-й пехотной дивизии. Внук Михаил с отличием участвовал в Первой мировой войне и во время Гражданской войны был Черноморским губернатором.